# Angela Griffin
Angela Griffin, född 19 juli 1976 i Cottingley, Leeds, är en brittisk skådespelare.
Griffin har bland annat medverkat i TV-serierna Kommissarie Lewis, Crime och White Lines.

## Filmografi (i urval)
- 2002–2005 – Vassa saxar (TV-serie)
- 2005–2013 – Postis Per (TV-serie)
- 2014–2015 – Kommissarie Lewis (TV-serie)
- 2020 – White Lines (TV-serie)
- 2021 – Crime (TV-serie)
- 2023 – The Serial Killer's Wife (TV-serie)